# Schloss Imsweiler
Das Schloss Imsweiler war eine Wasserburg und späteres Schloss im gleichnamigen Ort im Donnersbergkreis.

## Lage
Die Reste des Schlosses finden sich am Ende der Schloßstraße östlich der Ortsmitte an der Mündung des Moschelbaches in die Alsenz.

## Geschichte
Die früheste urkundliche Erwähnung der Burg fällt in das Jahr 1242. Zuvor werden 1112 ein Hecli de Imicswilre und 1145 ein Godefridus homo liber de Imziwilre erwähnt. In der Urkunde von 1242 ist die Rede von einem Hof in Imsweiler und dem Burgberg. Womöglich beziehen sich diese Angaben auf die Burg Mühlberg oberhalb des Ortes. Der Hof im Tal wurde wahrscheinlich erst im 16. Jh. zu einem Schloss ausgebaut, 1595 durch Philipp Jacob von Flörsheim errichtet.

## Anlage
Die Kernburg befand sich innerhalb eines kreisförmigen Wassergrabens, umgeben von einer ebenfalls mit Wassergräben umgebenen Vorburg. Die ringförmige Anlage lässt die Annahme einer hochmittelalterlichen Turmhügelburg zu. Die genaue Gestalt der Burg bzw. des Schlosses lässt sich nicht mehr rekonstruieren. Die erhaltenen architektonischen Fragmente sind spolienhaft in den Gebäuden des Burgareals verbaut.